# Jauja (Espanya)
Jauja és una localitat espanyola adscrita al municipi de Lucena, a la província de Còrdova, en la comunitat autònoma d'Andalusia. En 2021 comptava amb 878 habitants. És coneguda per ser el lloc de naixement del bandoler El Tempranillo.
Està situada a la riba del Genil  a més de 20 km del nucli de Lucena i a escassos 2 km de la localitat sevillana de Badolatosa.  En la localitat destaca el seu entorn natural envoltat de serres, pinedes i olivars, travessat pel riu Genil. En la localitat hi ha una església parroquial sota l'advocació de Sant Josep, de transició del barroc al neoclàssic (segona meitat del segle xviii).
A mitjan segle XIX el lloc, ja en aquells dies pertanyent a Lucena, comptabilitzava una població de 500 habitants. Apareix al novè volum del Diccionario geográfico-estadístico-histórico de España y sus posesiones de Ultramar de Pascual Madoz en els següents termes:
| «                      | castellà JAUJA: ald. en la prov. y dióc. de Córdoba (13 leg.), part. jud. y ayunt. de Lucena (3), aud. terr. y c. g. de Sevilla (23): sit. en una hondonada con poca ventilacion, siendo las enfermedades reinantes catarrales y tercianas. Tiene 100 casas, bajas de techo y mal distribuidas, formando cuerpo de pobl.; igl. parr. (San José), fundada en el año de 1693; tiene 38 varas de largo y 18 de ancho, y está servida por un cura párroco que nombra el duque de Medinaceli, y ademas 3 esclaustrados: hay escuela de primeras letras y un cementerio bien situado. Este pueblo se halla enclavado en el térm. de Lucena, y confina por N. Cabra y Aguilar; S. Archidona y Antequera; E. Rute, y O Estepa. El terreno es de buena calidad, bañándolo el r. Genil, para cuyo tránsito hay una barca; pasa tocando las casas, las cuales son muy alegres y divertidas, tanto por esta circunstancia cuanto por las muchas huertas que las rodean. Los caminos son de pueblo á pueblo, y la correspondencia se recibe de Lucena. prod.: cereales, aceite, vino y muchas frutas y hortaliza; ganado caballar, vacuno y de cerda; caza de conejos, liebres y perdices, y pesca de barbos, anguilas y otros peces menores. ind.: la agrícola, 2 molinos de aceite y uno harinero. comercio: esportacion de frutas, hortalizas, aceite y algunos cereales, é importacion de los art. de que carecen, que traen principalmente de la cab. del part. pobl.: 100 vec., 500 alm. contr.: con el ayunt. El presupuesto municipal es de 2,338 rs. que se cubren por reparto vecinal. Para su gobierno interior hay un alc. pedáneo. | català JAUJA: ald. a la prov. i diòc. de Còrdova (13 lleg.), part. jud. i ajunt. de Lucena (3), aud. terr. i corregiment de Sevilla (23): sit. en una fondalada amb poca ventilació, sent les malalties regnants catarrals i tercianes. Té 100 cases, baixes de sostre i mal distribuïdes, formant cos de pobl.; esgl. parr. (San José), fundada l'any de 1693; té 38 vares de llarg i 18 d'amplada, i està servida per un capellà rector que nomena el duc de Medinaceli, i a més 3 esclaustrats: hi ha escola de primeres lletres i un cementiri ben situat. Aquest poble està enclavat al terme. de Lucena, i confina per N. Cabra i Aguilar; S. Archidona i Antequera; E. Rute, i O Estepa. El terreny és de bona qualitat, banyant-lo el r. Genil, per al trànsit del qual hi ha una barca; passa tocant les cases, les quals són molt alegres i divertides, tant per aquesta circumstància com per les moltes hortes que les envolten. Els camins són de poble a poble, i la correspondència es rep de Lucena. prod.: cereals, oli, vi i moltes fruites i hortalissa; bestiar cavallar, boví i de truja; caça de conills, llebres i perdius, i pesca de barbs, anguiles i altres peixos menors. ind.: l'agrícola, 2 molins d'oli i un de fariner. comerç: exportació de fruites, hortalisses, oli i alguns cereals, i importació dels art. que manquen, que porten principalment de la cab. del part. pobl.: 100 veins, 500 alm. contr.: amb l'ajunt. El pressupost municipal és de 2.338 rs. que es cobreixen per repartiment veïnal. Pel seu govern interior hi ha un alc. pedani. | » |
| — (Madoz 1847, p. 608) | | |   |